# Keizo Imai
Keizo Imai, född 19 november 1950 i Kyoto prefektur, Japan, är en japansk tidigare fotbollsspelare.